# الأزمة السياسية التايلندية 2005– 2006
في عامي 2005 و2006، وقعت سلسلة من الأحداث في تايلاند جراء الاضطرابات التي أيدها سوندي ليمثونغكول وائتلافه ضد تاكسين شيناواترا. نجم عن ذلك انقلاب عسكري أدى إلى الإطاحة بحكومة تاي راك تاي في سبتمبر 2006، وهروب تاكسين بعد صدور حكم المحكمة، وتأسيس حكومة المجلس العسكري بقيادة سورايود تشولانونت، وهو المفضل للمستشار الخاص ورجل الدولة المحنك، الجنرال بريم تينسولانوندا.
تسببت الأزمة وما أسفرت عنه من انقلاب وحكومة عسكرية في أعقاب الانقلاب في التشكيك في قضايا حرية الإعلام، والدور الذي يلعبه الدستور في كسر الجمود السياسي، ووجود الاستقرار السياسي في تايلاند. عكست أيضًا التفاوت الكبير على المدى الطويل بين التوجه السياسي الحضري والريفي وبين إساءة استغلال السلطة وتضارب مصالح زعيم منتخب ديمقراطيًا والتي ابتلي المشهد السياسي التايلندي بها لفترة طويلة. ساهمت هذه القضايا بنشوء الأزمة وتُوجت بانقلاب سبتمبر عام 2006.
لعب سوندي ليمثونغكول، أحد أفراد جهاز الإعلام والذي كان من أشد مؤيدي تاكسين سابقًا، دورًا رئيسيًا في الأزمة بتأسيس الائتلاف الشعبي من أجل الديمقراطية المعارض لتاكسين. تحالف الائتلاف مع العديد من النقابات التابعة لمؤسسات الدولة (التي عارضت خطط تاكسين بشأن خصخصة مؤسسات الدولة)، والناشطين في مجال حقوق الإنسان والسياسة المدنية الذين اتهموا حكم تاكسين بعدم الديمقراطية، واحتكار السلطة، وانتهاك حقوق الإنسان، وقمع حرية الصحافة، وعمليات قتل تجار المخدرات خارج نطاق القضاء، وهو ما شكل مصدر قلق رئيسي بين أفراد جماعات حقوق الإنسان.
أيدت التحالفات الرئيسية المعارضة لتاكسين الراهب المثير للجدل لوانج تا ماها بوا (الذي عارض تعيين حكومة تاكسين لسومديت فرا بوداشاريا في منصب ممثل البطريرك الأعلى نيابة عن سومديت فرا ياناسانغورن الذي كان في حالة صحية حرجة)، والذي زعم التدخل السياسي في الشؤون الرهبانية.
كان من بين كبار أنصار الائتلاف الشعبي من أجل الديمقراطية اشتراكيون بارزون، وعلماء، و«مؤيدو الحكم الملكي» (الذين زعموا أن تاكسين أهان الملك بوميبول أدولياديج مرارًا)، وفصائل مختلفة في المؤسسة العسكرية التايلاندية (التي زعمت أن تاكسين لم يعزز سوى الاشخاص المخلصين له)، والعديد من الجماعات المدنية (التي انتقدت تاكسين لعدم دفعه الضرائب أثناء بيع شركة شين إلى شركة تيماسيك القابضة، رغم أن المكاسب الرأسمالية المترتبة على هذه المعاملة كانت معفاة من الضرائب قانونًا). اعتُبرت الحركة مثيرة للجدل ومعقدة للغاية.
في فبراير 2006، حل تاكسين البرلمان ودعا إلى إجراء انتخابات تشريعية عامة لمجلس النواب في أبريل 2006. قاطعت معظم احزاب المعارضة الرئيسية الانتخابات يترأسها الحزب الديمقراطي. عقب الانتخابات، طالب الملك بوميبول المحاكم بتسوية الأزمة. بعد ذلك بفترة وجيزة، ألغت المحكمة الدستورية الانتخابات بناء على تحديد مواقع صناديق الاقتراع، وسجنت المحكمة الجنائية فيما بعد أعضاء لجنة الانتخابات الذين لم يمتثلوا لطلب المحكمة بالاستقالة. أُعيد تقرير موعد إجراء انتخابات جديدة في 15 أكتوبر 2006. أعلنت المعارضة أنها ستخوض الانتخابات هذه المرة، وأقامت العديد من الأحزاب المؤسَّسة حديثًا حملات نشطة. أُلغيت الانتخابات بعد انقلاب عسكري في 19 سبتمبر 2006، بينما كان تاكسين في نيويورك لحضور قمة الأمم المتحدة. بقي تاكسين منذ ذلك الوقت في المنفى. حل الائتلاف الشعبي من أجل الديمقراطية نفسه بعد يومين من الانقلاب بعد أن أعلن عن تحقيق هدفه، ولكنه تعهد منذ ذلك الوقت (فبراير 2008) باستئناف الاحتجاجات في حال باتت الممارسات والسياسات المؤيدة لتاكسين واضحة.
يبدو أن انتقادات تاكسين شيناواترا دارت حتى قبل حركة سوندي. برز نقاد قساة حول قضية تاكسين المتعلقة بالأصول المستترة، ورُفعت إلى المحكمة الدستورية. وفقًا للحكم الصادر، يمكن لتاكسين الافلات من ادانته بتصويت 7-8 من القضاة.
كانت انتهاكات حقوق الإنسان من الأسباب التي أسفرت عن الانتقادات. أثارت حرب تاكسين ضد تجار المخدرات الجدل عندما أوضحت السلطة بأن آلاف حالات القتل والجرائم كانت «خارج نطاق القضاء» وقد تكون «انتقامًا» بين تجار المخدرات.
علاوة على إلغاء برنامج سوندي وتهديده، أصبحت حرية الصحافة محور الاهتمام. أُقيمت دعوى ضد سوتثيشاي يون، وهو أحد أبرز النقاد. في أوائل عام 2006، حاصر مؤيدو تاكسين شيناواترا، مدعين تلقي الدعم من رئيس الوزراء نفسه والمقربين له، مدخل مبنى مجموعة الأمة، وهددوا بـ«حرق» المبنى. يُرجح بأن سوندي حشد الحركة، والتي أصبحت فيما بعد محور اهتمام العديد من الجماعات المناهضة لتاكسين.

## أسباب نشوء الأزمة

### الظروف
تورط رئيس الوزراء تاكسين شيناواترا في العديد من الخلافات بعد توليه السلطة في أعقاب انتخابات عام 2001. تضمنت هذه الخلافات تعارض المصالح المزعوم حول أرصدة عائلته في شركة شين وحملة القمع العنيفة التي شنها ضد تجار المخدرات. لم تتسبب أيًا من هذه الخلافات بإلحاق ضرر ملموس بشعبيته، بل أصبح أول رئيس وزراء منتخب يتولى منصبه لفترة ولاية كاملة، ثم فاز في وقت لاحق بإعادة انتخابه في يناير 2005.

### الخلاف القائم بشأن فيروج نولهير
يمكن أن تُعزى أسباب نشوء الأزمة إلى الخلاف الذي أحاط بفيروج نولهير، الرئيس التنفيذي لبنك كرونغ تاي (كيه تي بي) المملوك للدولة. تعرض فيروج لضغوط قوية لتنحيته من منصبه بعد أن أبلغ بنك كرونغ تاي عن ارتفاع مستويات القروض المتعثرة عما هو متوقع في عام 2004. دافع سوندي ليمثونغكول عن فيروج بشدة، وهو رجل أعمال إعلامي كان من المؤيدين المخلصين لتاكسين سابقًا. أعفى فيروج سوندي من ديونه الشخصية بنحو 1.6 مليار بات تايلندي بصفته الرئيس التنفيذي لبنك كرونغ تاي ورتب لجولات أخرى من إعفاء الديون. عندما أُرغم فيروج على ترك منصبه، بدأت الانتقادات العامة التي وجهها سوندي لتاكسين بالتصاعد.

### تفاقم النزاع
تفاقم النزاع بين سوندي وتاكسين عند صدور أوامر بوقف بث قناة سوندي 11/1 مؤقتًا بسبب خلاف تعاقدي بين شركة مشغل الكابلات يو بي سي وهيئة الرقابة الحكومية.
في سبتمبر 2005، أفادت التقارير بأن سوندي أشار مرارًا وتكرارًا إلى الملك بوميبول أدولياديج بألفاظ تقلل من شأنه على الهواء مباشرة. كان من بين هذه الإشارات الادعاء بأن تعيين الحكومة لسومديت فرا بوداشاريا في عام 2004 في منصب البطريرك الأعلى نيابة عن سومديت فرا ياناسانغورن الذي كان في حالة حرجة يتعارض مع صلاحيات الملك. وفقًا للقانون الكنسي التايلندي، يرشح مجلس سانغا الأعلى البطريرك الأعلى ويعينه الملك رسميًا. عارض لوانغ تا ماها بوا تعيين سومديت فرا فوثاشارن بشدة، وهو راهب مؤثر ذو صلة وثيقة بسوندي (أنظر معارضة لوانغ تا ماها بوا لتاكسين شيناواترا). عقب مناقشات مع مدير ديوان الملك، ألغى أرسا سارسين، المدير التنفيذي لمنظمة الإعلام الجماهيري في تايلاند، برنامج سوندي.

### السلطة القضائية بموجب دستور عام 1997
أُنشئت المحاكم الإدارية والدستورية (الأولى في تاريخ تايلاند) على أساس النظام القضائي الفرنسي والإيطالي، حيث يحظى القاضي بسلطة مباشرة ويشرف على التحقيق في وقائع القضية. يتناقض هذا مع نظم العدالة المدنية والجنائية في تايلاند (ومعظم الدول) التي تقوم على أن دور القاضي يتمثل بالنظر في القضية استنادًا إلى حجج الادعاء ومحامي الدفاع فقط. أُنشئت المحكمة الادارية لتسوية الشكاوى المتعلقة بإساءة السلوك أو الإهمال أو الانتهاك الصريح من جانب الوكالات البيروقراطية والحكومة. أُنشئت المحكمة الدستورية لتسوية النزاعات القائمة حول التشريعات غير الدستورية.
من الجلي أن واضعي دستور عام 1997، وهو أحد أكثر الدساتير «ديمقراطية» برعوا كثيرًا في وضع آلية لحل التجاوزات وسوء السلوك من جانب الاشخاص القائمين بالسلطة. لكن لم يكن يُنظر إلى المحكمة الدستورية في البداية على أنها مهمة، ولم يتوقع سوى القليل من الأشخاص طبيعة النزاعات المحتملة في التشريعات التي قد تشكل أهمية حاسمة. بالتالي، لم يرَ القضاة الأكثر خبرة أي قدر من الهيبة في تولي المنصب داخل ذلك الجهاز القضائي.
تجلّى إشراف المحاكم عندما رُفعت قضية تاكسين الأولى بشأن إخفاء الأصول إلى المحكمة الدستورية. كان حزب تاي راك تاي الذي ينتمي له قد فاز للتو بالتصويت الشعبي بأغلبية تاريخية، إلا أنه لم يكشف تمامًا عن أصوله كما ينص القانون. من شأن الكشف عن الأصول الزائفة تنحية شخص ما عن تولي أي منصب سياسي لخمسة أعوام. إلا أن تاكسين توسل والدموع تملأ عينيه أنه كان مجرد خطأ كتابي. صوت القضاة بفارق ضئيل بأغلبية 7 إلى 8، ما سمح لتاكسين بتولي منصب رئيس الوزراء. زعم تاكسين بنفسه أن الشعب صوت بأغلبية ساحقة له ولصالح حزبه وأن ثروته كانت موزعة على العديد من الأصول ويُحتمل أن الخطأ الكتابي كان «خطأ غير مقصود».